# فريد كلارك
فريد كلارك (بالإنجليزية: Fred Clark) مواليد 19 مارس 1914 في كاليفورنيا، مقاطعة بلاسر، الولايات المتحدة - الوفاة 5 ديسمبر 1968 في سانتا مونيكا، الولايات المتحدة، هو ممثل أمريكي بدأ مسيرته الفنية سنة 1947.

## الأعمال
- سانسيت بوليفارد
- مكان في الشمس
- العمة مامي

## روابط خارجية
- فريد كلارك على موقع IMDb (الإنجليزية)
- فريد كلارك على موقع ألو سيني (الفرنسية)
- فريد كلارك على موقع أول موفي (الإنجليزية)
- فريد كلارك على موقع قاعدة بيانات برودواي على الإنترنت (الإنجليزية)
- فريد كلارك على موقع قاعدة بيانات الأفلام السويدية (السويدية)
- فريد كلارك على موقع إن إن دي بي (الإنجليزية)
- فريد كلارك على موقع قاعدة بيانات الفيلم (الإنجليزية)
- فريد كلارك على موقع كينوبويسك (الروسية)